# Distretto di Ferizaj
Il distretto di Ferizaj, o, in serbo, distretto di Uroševac, è un distretto del Kosovo istituito dall'ONU nel 1999 e sottoposto da allora sotto l'amministrazione dell'UNMIK.

## Comuni
Il distretto si divide in cinque comuni:
- Hani i Elezit/Elez Han
- Ferizaj/Uroševac
- Shtime/Štimlje
- Kaçanik/Kačanik
- Shtërpcë/Štrpce